# Summer’s Gone
Summer’s Gone (englisch für „Der Sommer ist vorbei“) ist ein Lied der US-amerikanischen Rockband The Beach Boys, das im Juni 2012 erschien.

## Entstehung und Veröffentlichung
Das Lied wurde von Beach-Boys-Mitglied Brian Wilson getextet, komponiert sowie produziert. Beim Schreibprozess erhielt Wilson Unterstützung durch Jon Bon Jovi und Joe Thomas. Bon Jovi beschrieb das Stück als Brian Wilsons My Way. Daneben war Joe Thomas neben Brian Wilson einer der Komponisten des Songs.
Die Erstveröffentlichung von Summer’s Gone erfolgte am 5. Juni 2012 bei Capitol Records, als Teil des 29. Beach-Boys-Studioalbums That’s Why God Made the Radio (Katalognummer: 6028242).

## Hintergrund
Ursprünglich sollte das gesamte Studioalbum nach dem Lied benannt werden, da Wilson es als letztes Beach-Boys-Album mit Summer’s Gone als letzten Albumtitel andachte. Allerdings verstanden sich alle so gut und die Kreativität bekam wieder an Zulauf, weshalb Wilson diese Idee verwarf. Als die Arbeit am Album schließlich voranschritt, begann sich eine Suite in Albumlänge um das Thema Summer’s Gone zu entwickeln. „Wenn ‚Pet Sounds‘ Wilsons Blick auf das Leben als Jugendlicher ist, ist dies sein Blick auf das Leben als älterer Erwachsener“, so Thomas. Der Titel blieb schließlich der letzte Titel des Albums.

## Inhalt
Das Lied weist starke autobiografische Züge zu Wilsons Leben auf. Er beschäftigt sich mit dem Lauf der Zeit und blickt melancholisch auf die Bandgeschichte zurück. Ebenso wird Wilsons Verlust von Carl und Dennis Wilson, aber auch das Gefühl der letzte noch lebende Teil der Wilson-Geschwister zu sein, aufgegriffen.
Das Stück enthielt in einer frühen Rohfassung nur eine Strophe.

## Rezeption
Der Rolling Stone schrieb in seinem Nachruf God Only Knows, was wir ohne Brian Wilson wären, dass er seinen letzten Klassiker mit Summer’s Gone geschrieben habe. Das Werk sei ein Abschied an Carl und Dennis – aber auch an sich selbst. Wilson singe im Lied über die Wellen, vielleicht am selben Strand wie einst bei „The Lonely Sea“. Mit Liedzeilen wie „Old friends have gone, they’ve gone their separate ways“ und „Our dreams hold on for those who have more to say“ werde Wilsons Leben im Lied in fünf bittersüße Minuten gefasst: Er wandelte Schmerz und Einsamkeit in zeitlose Schönheit.